# Pumacayán (Lima)
Pumacayán es un despoblado peruano ubicado en el distrito de Cajatambo, perteneciente a la provincia homónima del departamento de Lima, al centro oeste del Perú. 

## Ubicación
Pumacayán se ubica al norte de la provincia de Cajatambo, en el distrito de Cajatambo, en el departamento de Lima.

## Demografía
En 2017 Pumacayán no tenía a ningún habitante empadronado.
| 0                               | 0 |
| (Fuente: Población 1993 y 2017) |   |